# Titanic au cinéma et à la télévision

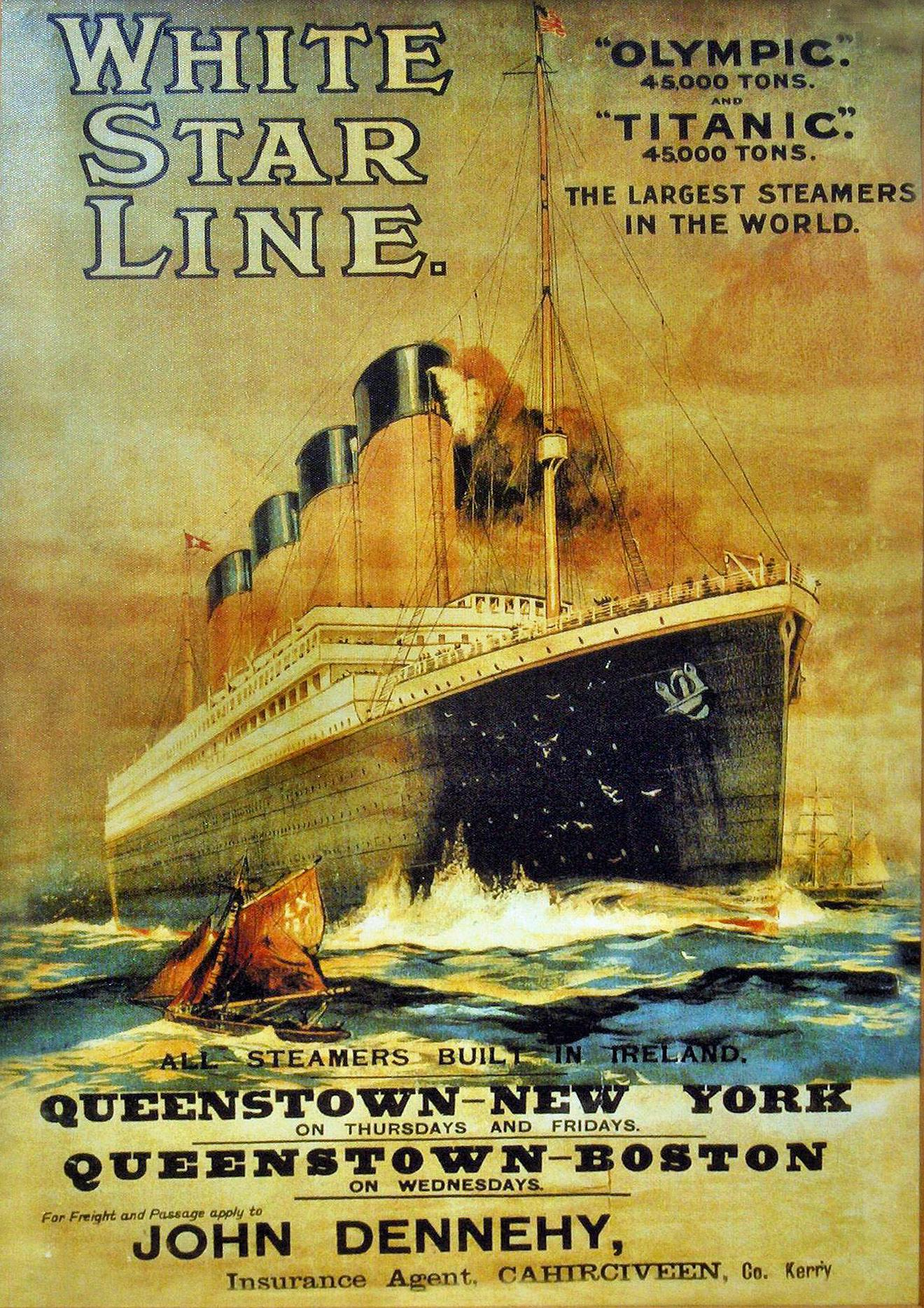
Affiche publicitaire vantant les mérites du Titanic.

Le naufrage du Titanic a été une importante source d'inspiration pour le cinéma et la télévision. L'histoire de ce paquebot transatlantique ayant heurté un iceberg lors de sa traversée inaugurale et ayant fait naufrage dans l'Atlantique Nord a en effet entraîné la réalisation de plus de dix films, non seulement aux États-Unis et au Royaume-Uni, mais également en Allemagne et en Italie.
Les premiers films sur le sujet sont sortis peu après les événements. L'année 1912 voit ainsi sortir deux films consacrés au naufrage à trois mois d'intervalle. Le premier, Saved from the Titanic, met en scène l'actrice Dorothy Gibson, qui fut passagère en 1re classe sur le navire et survécut au naufrage. Un autre film italien, dont rien ne subsiste aujourd'hui, suit en 1915. La Première Guerre mondiale éclipse cependant le sujet qui revient à l'honneur en 1929 avec le film Atlantic, qui présente pour particularité d'être tourné dans deux versions, l'une avec des acteurs anglais, l'autre avec des acteurs allemands. Il s'agit en effet de la première version cinématographique parlante du naufrage.
Les années 1940 et 1950 voient également la réalisation de trois des films les plus marquants sur le sujet. En 1943 sort le trouble Titanic, véritable œuvre de propagande nazie voulue par Joseph Goebbels. Suit dix ans plus tard le Titanic de Jean Negulesco, superproduction hollywoodienne mettant notamment en scène Barbara Stanwyck. Enfin, en 1958 sort le film Atlantique, latitude 41°, adapté de l'ouvrage La Nuit du Titanic de l'historien Walter Lord, qui reste une référence sur le plan historique. Il faut ensuite attendre 1979 pour voir à nouveau le Titanic sur les écrans, avec S.O.S. Titanic, un téléfilm américain à l'impact minime. L'année 1980 voit la sortie de La Guerre des abîmes (aussi appelé Renflouez le Titanic), adaptation d'un roman de science-fiction de Clive Cussler. Il s'agit d'un cuisant échec commercial et critique.
L'année 1996 voit la multiplication des films sur le sujet : deux téléfilms sont produits. Un si grand amour, adapté d'un roman de Danielle Steel, relate les déboires d'une jeune femme ayant perdu ses parents et son fiancé dans le naufrage. Le Titanic, de Robert Lieberman, met quant à lui en scène le naufrage du navire et est interprété par Peter Gallagher et Catherine Zeta-Jones. Tous deux sont cependant rapidement éclipsés par le film Titanic de James Cameron qui réalise un très fort nombre d'entrées et remporte de nombreuses récompenses. Cependant, aucun film véritablement consacré au Titanic ne succède au film de James Cameron. Ce dernier réalise également en 2003 un documentaire sorti au cinéma et consacré à l'épave : Les Fantômes du Titanic.
Outre les films qui lui sont consacrés, le Titanic apparaît également de façon plus ou moins évidente dans de nombreux films et séries télévisées.

## Films consacrés auTitanic

### Les pionniers

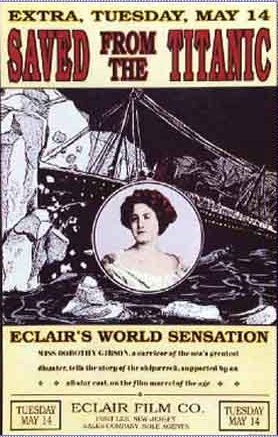
Le premier film consacré au Titanic, Saved from the Titanic, mettait en scène une rescapée, Dorothy Gibson.

Lorsque le Titanic fait naufrage le 15 avril 1912, le cinéma est en pleine époque du muet et du noir et blanc. La nouvelle du drame, ainsi que les rares images filmées du navire (et souvent de son jumeau, l'Olympic) font rapidement le tour des cinémas. Mais l'idée d'une fiction sur cet événement apparaît également très rapidement. Au nombre des rescapés figure en effet la star du cinéma muet Dorothy Gibson. Son fiancé de l'époque lui suggère de tourner un film racontant son histoire, ce qu'elle finit par accepter. C'est ainsi que sort à la mi-mai 1912 le film Saved from the Titanic, dans lequel elle joue son propre rôle, tout en portant la même robe que la nuit du naufrage. Le film disparaît cependant trois ans plus tard dans l'incendie des studios où il était conservé.
On a longtemps pensé que le film suivant avait subi le même sort. Il s'agit du film allemand de Mime Misu In Nacht und Eis sorti en 1912. Ce film de 40 minutes raconte de façon romancée le naufrage. Le Titanic coule ici dans un fracas d'explosions de chaudières, mais la seule victime est le capitaine. Il est considéré comme perdu jusqu'à ce qu'un collectionneur berlinois le découvre en 1998. Il peut désormais être visionné sur le site Encyclopedia Titanica.
En France, Louis Feuillade reprend aussi cette actualité avec son film La Hantise sorti en octobre 1912. Une scène montre le naufrage du Titanic, qui est visiblement une maquette.
Un autre film sort en 1915. Sobrement intitulé Titanic, il est réalisé par l'italien Pier Angelo Mazzolotti. Aucune trace n'en demeure de nos jours.
Le premier film parlant sur le drame, Atlantic, sort en 1929. Réalisé par Ewald André Dupont et Jean Kemm, il présente une particularité étonnante. Deux versions ont en effet été tournées avec des distributions différentes, pour que le film soit disponible en anglais et en allemand. Alfred Hitchcock y apparait comme figurant. Bien que le navire représenté ne soit pas le Titanic mais un fictif Atlantic, l'allusion est suffisamment claire pour que la White Star Line, propriétaire du paquebot, ne tente d'empêcher sa sortie. Le film pourrait en effet, selon elle, porter atteintes aux compagnies maritimes britanniques, d'autant que les cinémas allemands utilisent le film comme argument insistant à l'utilisation de paquebots allemands. N'ayant obtenu gain de cause, la compagnie réussit cependant à faire diffuser un avertissement déclarant que les conditions de sécurité ont été améliorées sur les navires de l'époque, et qu'un tel naufrage n'est plus possible.
En 1938, David O. Selznick projette de faire une adaptation de la tragédie du Titanic. Il demande à Alfred Hitchcock de venir en Californie pour la réaliser. Hitchcock accepte l'offre de Selznick, mais préfère commencer par le tournage de Rebecca. L'idée du Titanic ne l'enthousiasmait pas, et le projet ne verra pas le jour.

### Les années 1940 - 1950

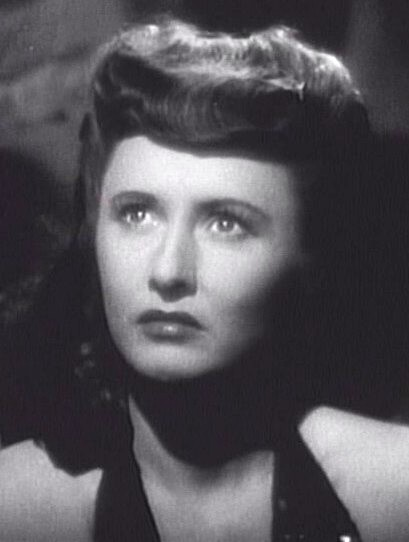
Le film Titanic de 1953 met notamment en scène l'actrice Barbara Stanwyck.

Les décennies 1940 et 1950 voient fleurir les films sur le Titanic. Le premier vient dans le contexte troublé de la Seconde Guerre mondiale. Il s'agit d'une monumentale œuvre de propagande nazie intitulée Titanic. Voulu par Joseph Goebbels, le film est tout d'abord réalisé par Herbert Selpin jusqu'à son emprisonnement suivi de son suicide. Werner Klingler prend ensuite le relais. L'œuvre, qui dénonce l'avidité des Britanniques comparée à l'intégrité et au courage des Allemands, est cependant considérée comme inadaptée au contexte politique et militaire de sa sortie, en 1943. Interdit en Allemagne, il est cependant diffusé à Paris, Florence et Stockholm. Diffusé en Allemagne de l'Ouest en 1949, il y disparaît rapidement des écrans à la suite des protestations des Britanniques. Le film est cependant diffusé en République démocratique allemande et en URSS, où son message anticapitaliste et anglophobe lui permet de recevoir une forte audience.
En 1953 sort le film Titanic de Jean Negulesco. Production audacieuse symbolique de l'âge d'or hollywoodien, il met en scène de prestigieux acteurs, notamment Barbara Stanwyck. Les effets spéciaux sont également au rendez-vous avec l'utilisation d'une maquette de plus de huit mètres pour filmer le navire. En revanche, le film est très éloigné des événements du point de vue historique.
Cinq ans plus tard sort ce qui est généralement considéré comme le meilleur film sur le sujet, du moins du point de vue historique. Réalisé par le britannique Roy Ward Baker, Atlantique, latitude 41° est une adaptation de l'ouvrage à succès La Nuit du Titanic de l'historien Walter Lord, publié en 1955. Le film est écrit avec l'aide de plusieurs rescapés dont le quatrième officier Joseph Boxhall. Contrairement à la plupart des films du genre, celui-ci ne se centre pas sur un petit noyau de personnages, mais préfère suivre des personnages fictifs types (une famille de passagers de première classe, un couple d'immigrants) et certains acteurs importants de la tragédie. Le rôle principal, celui du deuxième officier Charles Lightoller est tenu par Kenneth More. David McCallum interprète quant à lui l'opérateur radio Harold Bride. Bien que très rigoureux sur le plan historique, le film n'en présente pas moins des erreurs dont la plus remarquée est le naufrage du navire d'un seul tenant. Cette erreur se fonde cependant sur les témoignages de nombreux passagers survivants qui n'ont pas vu le navire se briser en deux.

### Les années 1980

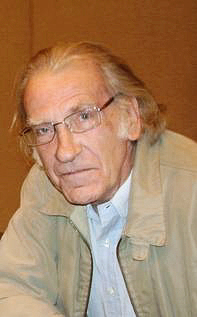
L'acteur David Warner joue dans deux films sur le naufrage : S.O.S. Titanic (1979) et Titanic (1997).

Après le film de Baker, le Titanic quitte les écrans pour vingt ans, avant de réapparaître dans le téléfilm S.O.S. Titanic. Celui-ci n'a cependant pas l'ampleur de ses prédécesseurs et reste dans l'ombre. Il met en scène les acteurs David Janssen dans le rôle du colonel John Jacob Astor et David Warner dans celui de l'historien Lawrence Beesley, dont les écrits ont fortement inspiré le film. Warner apparaît par ailleurs dans un autre film consacré à la catastrophe, le Titanic de James Cameron.
À l'époque, cependant, le navire attire surtout l'attention pour son épave, de plus en plus recherchée. Si les projets les plus fous avaient été développés auparavant pour tenter de la retrouver, cet engouement atteint son apogée à la fin des années 1970 avec les expéditions (infructueuses) du milliardaire texan Jack Grimm. Ceci inspire au plongeur et romancier Clive Cussler un roman, La Guerre des abîmes, qui est adapté au cinéma sous le même titre (parfois renommé Renflouez le Titanic !). Cette œuvre de science fiction met en scène une course contre la montre pour récupérer un métal précieux contenu dans l'épave, qui aboutit à la remontée de l'épave. Si le film use de trucages audacieux pour filmer la sortie des eaux du navire, et a de fait un budget important, il s'agit d'un gigantesque échec critique et commercial. Le film se voit même affublé du titre de pire film de tous les temps, et certains n'hésitent pas à dire qu'il aurait été moins coûteux de vider l'Atlantique que de le tourner.

### 1996 - 1997: le retour en force

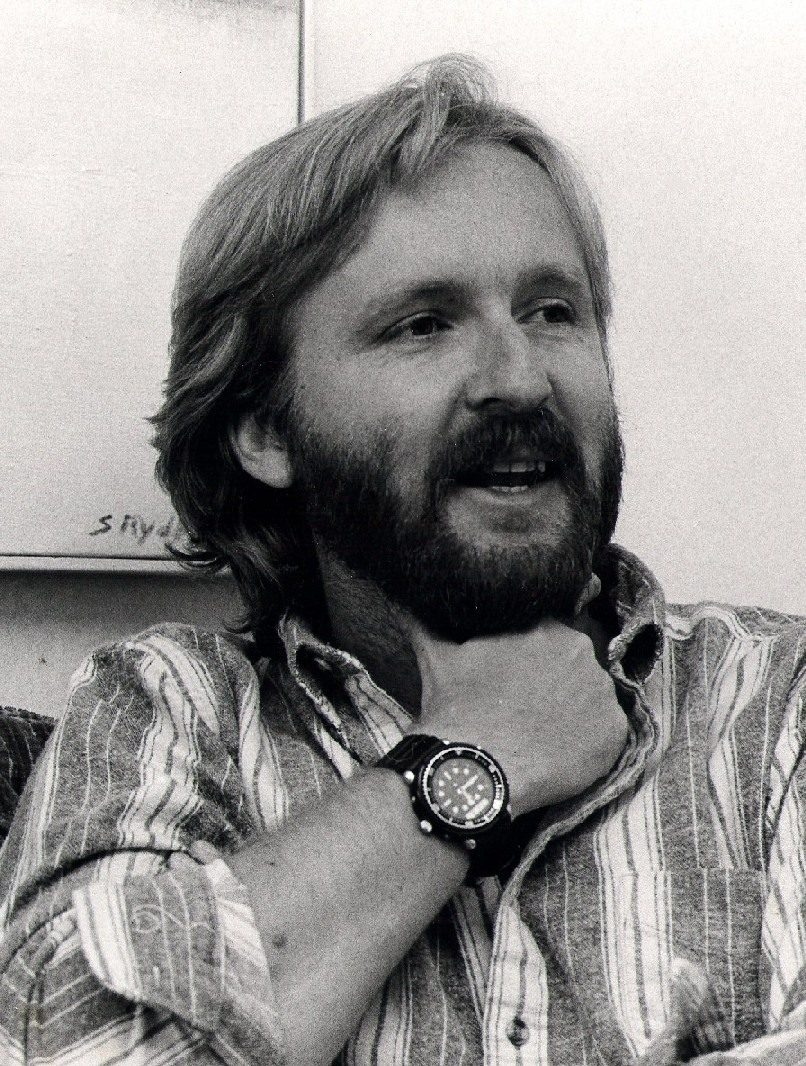
James Cameron a réalisé un film et un documentaire sur le Titanic.

La découverte de l'épave du Titanic en 1985 entraîne une forte vague d'intérêt pour le navire, et la production d'émissions de télévision, la rédaction de livres et des adhésions en masse à des associations consacrées au sujet telles que la Titanic Historical Society (THS). Cependant, aucun film ne voit le jour durant cette période. Il faut attendre 1996 pour que le navire s'impose à nouveau comme matière à adaptation cinématographique. Cette même année sortent deux téléfilms américains. Le premier est Un si grand amour (No Greater Love) de Richard T. Heffron, adapté du roman éponyme de Danielle Steel. Il met en scène la vie d'une jeune femme qui a perdu ses parents et son fiancé dans le naufrage, mais manque lui aussi d'authenticité historique.
Le second est plus audacieux. Il s'agit de la mini-série de Robert Lieberman Le Titanic avec Peter Gallagher, Eva Marie Saint, Catherine Zeta-Jones et Tim Curry. Il s'agit d'une reconstitution de l'histoire du paquebot divisée en deux parties d'une heure vingt chacune. Si l'histoire suit des personnages fictifs, la trame de fond relate certaines anecdotes réelles, comme l'histoire de la famille Allison
Cependant, ceux-ci sont rapidement éclipsés par le film Titanic de James Cameron, qui sort l'année suivante. Réalisé avec un budget pharaonique de 200 millions de dollars, il est écrit avec l'aide d'historiens de la Titanic Historical Society, Don Lynch et Ken Marschall, et sa trame de fond regorge d'anecdotes réelles sur le paquebot, bien que l'histoire principale soit fictive et que des prises de position soient visibles. Le film a un retentissement record sur le plan des entrées et de la critique, il remporte onze Oscars, un record jamais dépassé mais égalé par Ben Hur et Le Seigneur des anneaux : Le Retour du roi. Le film entraîne une vague d'intérêt pour le paquebot, et une nouvelle montée en flèche des adhésions dans les associations locales ou internationales. De nouveaux livres sont également publiés et des sites internet ouverts.

### L'après Cameron
Le regain d'intérêt pour le Titanic se répercute également, à moindre échelle, sur ses jumeaux, l'Olympic et le Britannic. Ce dernier, navire-hôpital naufragé en mer Égée durant la Grande Guerre inspire le réalisateur Brian Trenchard-Smith qui réalise un téléfilm à son sujet, Britannic en 1999. Celui-ci prend cependant de très grandes libertés avec les faits : le navire est ainsi victime de l'action d'un espion allemand qui le sabote (il a en réalité heurté une mine ou, moins probablement, une torpille).
Concernant le Titanic lui-même, il est difficile de succéder à Cameron. En 2003, un film d'animation italien intitulé À la recherche du Titanic est annoncé, mais il ne dépasse jamais le stade de la préproduction. La même année, en revanche James Cameron consacre un film à l'expédition qu'il a menée sur l'épave du paquebot en 2001. Projeté en IMAX, Les Fantômes du Titanic permet de voir l'épave telle qu'elle repose à quatre kilomètres de profondeur. Le film fait partie de la sélection officielle du festival de Cannes 2003.
En 2012, une mini-série télévisée Titanic de Jon Jones rend hommage à la catastrophe pour le centenaire du naufrage du Titanic.
Toujours en 2012, une série télévisée en 12 épisodes est créée par Nigel Stafford-Clark et réalisée par Ciaran Donnelly : Titanic : De sang et d'acier.
Encore en 2012, un téléfilm, Titanic : Odyssée 2012, produit par The Asylum imagine les mésaventures de différents passagers à bord d'une réplique moderne du paquebot créée en 2012 pour fêter les 100 ans du voyage fatidique.
Enfin la même année sort le film Saving the Titanic, ou en français Les Héros du Titanic. Il se concentre sur le rôle des chauffeurs, soutiers et mécaniciens lors du naufrage du navire plutôt que sur les passagers.
En 2023 sort Titanic 666, un film d'horreur où les fantômes des naufragés du Titanic s'en prennent au nouveau Titanic.

## Allusions auTitanicà l'écran

### Cinéma
Outre les films entièrement consacrés au Titanic, le naufrage du paquebot a inspiré de nombreux cinéastes et réalisateurs de séries télévisées, que ce soit par des clins d'œil humoristiques ou par des variations sur le sujet.
Ainsi, dans le film de Terry Gilliam Bandits, bandits (1981), les héros, des nains qui explorent différentes époques du temps, se retrouvent quelques instants sur le Titanic avant la collision avec l'iceberg. Dans un autre registre, le film SOS Fantômes 2 présente une scène avec l'arrivée de l'épave du Titanic dans le port de New York et le débarquement des fantômes des survivants, suivi de la réplique culte de l'acteur Cheech Marin : « Bah, mieux vaux tard que jamais hein ? ».
On peut apercevoir un clin d'œil dans le film Les Aventures extraordinaires d'Adèle Blanc-Sec (2010), dans lequel le personnage principal monte à bord du Titanic lors de son passage a Cherbourg juste avant la traversée inaugurale ; l'apparition de son « ennemie » avec un sourire mesquin laisse penser a un possible complot qui serait en cause dans le naufrage.

### Télévision

#### Série
Les séries télévisées ont également puisé leur inspiration dans le thème du naufrage. Ainsi, le premier épisode de la série Au cœur du temps, sorti en 1965, met en scène des personnages revenus dans le passé pour tenter, en vain, d'éviter le naufrage. L'épisode Une croisière autour de la Terre de la série Doctor Who, diffusé en 2007, met quant à lui en scène un vaisseau spatial nommé Titanic, qui heurte la Terre. Cet épisode a fait polémique, la dernière survivante du naufrage, Millvina Dean, le critiquant ouvertement.
Dans la série télévisée Supernatural, l'épisode 17 de la saison 6 évoque le Titanic, ou plutôt le fait que le navire est inconnu de tous car dans cette fiction, il n'y a eu aucun naufrage car l'Ange Balthazar l'a empêcher de sombré.
On retrouve également une référence dans la série d'animation Futurama de Matt Groening, où un vaisseau spatial de croisière nommé Titanic est aspiré par un trou noir. L'épisode s'intitule A Flight to Remember, une allusion à A Night to Remember, le titre original de La Nuit du Titanic. Diffusé en 1999, il parodie le film de 1997 de Cameron.
L'épisode 10 de la saison 13 de Dangers dans le ciel consacré à l'incident du vol Qantas 32 est intitulé « Le Titanic du ciel ».
Dans la série télévisée Rick et Morty, l'épisode 11 de la saison 1 évoque une attraction romantique simulant le naufrage du Titanic.

## Filmographie

### Productions centrés sur l'histoire du Titanic

#### Films
- 1912 : Saved from the Titanic de Etienne Arnaud
- 1912: In Nacht und Eis de Mime Misu
- 1915 : Titanic de Pier Angelo Mazzolotti
- 1929 : Atlantic de Ewald André Dupont
- 1943 : Titanic de Herbert Selpin et Werner Klingler
- 1953 : Titanic de Jean Negulesco
- 1958 : Atlantique, latitude 41° (A Night to Remember) de Roy Ward Baker
- 1979 : S.O.S. Titanic de William Hale
- 1980 : La guerre des abimes (Raise the Titanic) de Jerry Jameson
- 1997 : Titanic de James Cameron
- 2023 : Titanic 666 de Nick Lyon

#### Séries
- 1996 : Le Titanic (Titanic) de Robert Lieberman
- 2012 : Titanic de Nigel Stafford-Clark
- 1997 : Titanic : de sang et d'acier (Titanic : Blood and Steel) de Ciaran Donnell

#### Films d'animation
- 1999 : Légende du Titanic (La leggenda del Titanic) de Orlando Corradi
- 2000 : Titanic, la légende continue (Titanic: La leggenda continua) de Camillo Teti

### Productions faisant allusion au Titanic

#### Films
- 1912 : La hantise de Louis Feuillade
- 1964 : La reine du Colorado (The Unsinkable Molly Brown) de Charles Walters
- 1981 : Bandits, bandits (Time Bandits) de Terry Gilliam
- 1989 : SOS Fantômes 2 (Ghostbusters II) de Ivan Reitman
- 1997 : La femme de chambre du Titanic de Bigas Luna
- 1999 : Titanic 2000 de John Paul Fedele
- 2000 : Britannic de Brian Trenchard-Smith
- 2010 : Titanic : Odyssée 2012 (Titanic II) de Shane Van Dyke
- 2010 : Les aventures extraordinaires d'Adèle Blanc-Sec de Luc Besson
- 2017 : Titanic 3 (Aliens VS Titanic) de Jeff Leroy
- 2023 : Titanic 666 de Nick Lyon

#### Séries
- 1965 : Au coeur du temps (saison 1 épisode 1 : Rendez-vous avec hier)
- 1999 : Futurama (saison 1 épisode 10 : Titanic II)
- 2007 : Docteur Who (saison 4 épisode 1 : Une croisière autour de la Terre)
- 2010 : Fantasy Island de Orlando Corradi (Série d'animation, suite du film d'animation À la recherche du Titanic, lui-même suite du film d'animation Légende du Titanic, voir ci-dessus et ci-dessous)
- 2010 : Supernatural (saison 6 épisode 17 : Titanic)
- 2013 : Rick et Morty (saison 1 épisode 11 : Ricksy Business)
- Downtown Abbey (saison 01, épisode 01)

#### Films d'animation
- 2004 : À la recherche du Titanic (Tentacolino) de Orlando Corradi (Suite du film d'animation Légende du Titanic, voir ci-dessus)

### Filmographie
- Histony, « Le Titanic nazi », sur YouTube, 6 mars 2020